# Campo Novo de Rondônia
Campo Novo de Rondônia – miasto i gmina w Brazylii, w stanie Rondônia. Znajduje się w mezoregionie Madeira-Guaporé i mikroregionie Porto Velho.